# Комніно
Комніно (пол. Komnino, нім. Kuhnhof) — село в Польщі, у гміні Смолдзіно Слупського повіту Поморського воєводства.
У 1975-1998 роках село належало до Слупського воєводства.